# 노동자 경기장
노동자 경기장(중국어 간체자: 工人体育场, 정체자: 工人體育場, 병음: Gōngrén Tǐyùchǎng)은 중화인민공화국 베이징시 차오양구에 있는 다목적 경기장으로, 2023년 개장했다.
2020년 1월 4일, 노동자 경기장이 2023년 AFC 아시안컵 개최국으로 선정 되었다. 그러나 2022년 5월 14일 AFC는 코로나19 범유행에 의한 예외적인 상황으로 인해 중국에서 토너먼트를 개최할 수 없다고 발표했다.
2019 시즌을 마친 후 베이징 궈안은 홈구장을 베이징 펑타이 스타디움으로 옮겼고 3년 동안 리모델링을 진행했다.
2022년 12월 31일, 새로운 Workers' Stadium에서 첫 번째 행사가 열렸다. "Embrace a New Journey - 2023 BRTV New Year's Eve"라는 새해 전야 파티가 경기장에서 열렸으며 베이징 텔레비전를 통해 방송되었다.
리모델링된 노동자 경기장은 2023년 4월 15일, 베이징 궈안과 메이저우 하카 간의 시즌 개막전을 앞두고 2023년 중국 슈퍼리그 개막식을 포함하여 공식적으로 개장했다.
2023년 6월 15일, 이 경기장은 아르헨티나가 오스트레일리아를 2 – 0으로 꺾고 첫 국제 친선 경기를 치렀고, 리오넬 메시는 단 79초 만에 가장 빠른 국제 통산 골을 기록했다.

## Gallery
Photos of the Workers' Stadium
- View of the stadium from the northern gate
- Stairs leading to upper stands
- View of the pitch from the stadium's southeastern corner
- Beijing Guoan banner in front of the VIP stand
- Ground floor walkways
- View of the pitch
- Stand 24 at the end of a match
- View from the southern stands ahead of a Beijing Guoan match
- Tifo in the northern stands ahead of a match-up against Shanghai Shenhua.
- View from the northwestern corner on matchday